# 阿利斯 (德克薩斯州)
阿利斯（英語：Alice）是一個位於美國德克薩斯州吉姆韋爾斯縣的城市。根據2010年美國人口普查，該地共人口4558人，而該地的面積約為32.60平方千米。同時該地也是吉姆韋爾斯縣的縣治。

## 地理
阿利斯的座標為27°45′02″N 98°04′14″W / 27.75056°N 98.07056°W，而該地的平均海拔高度為63米（即202英尺）。